# Captain Rainbow
Captain Rainbow (en japonés: キャプテン★レインボー,?  kyaputen reinbō, en español: Capitán Arcoíris) es un videojuego de 2008 para Wii creado por Nintendo y Skip. Ltd.. Es una serie que consiste en un conjunto de varios personajes, pocos tomados en cuenta, rechazados por la gente, que fracasaron al primer intento o de cierta forma abandonados, entre ellos tantos como Takkamaru, Lip, Little Mac, Birdo Es la primera serie en juntar personajes de estas características, para formar una serie de mejor posibilidad y éxito. La jugabilidad está basado en un juego anterior para Gamecube, llamado GIFTPiA, del mismo desarrollador.

## Historia y argumento
Trata acerca de un superhéroe de televisión, llamado Captain Rainbow, cuyo programa no alcanzó éxito, busca para hacer "desaparecer la parrilla" televisiva de forma fulminante, en el juego se traduce en el inicio de una bella aventura. Para sentirse mejor, viajó por los mares hacia una isla secreta, llamada Mimin la cual serviría para rehabilitarse junto a gente como él y donde al parecer los deseos se hacen realidad. Una vez allí se dará cuenta de que en lugar de obtener el tipo de ayuda que iba buscando, será él quien tendrá que ayudar a los habitantes de la isla, los cuales son personajes de Nintendo.
Al final del juego podemos elegir entre dos finales, entre el final en donde Captain Rainbow es famoso y bien reconocido por todos, o la salvación de Mimin y la compañía de los demás integrantes de la isla.

## Jugabilidad
El jugador controla a Nick, el héroe que llega a isla Mimin. La jugabilidad es sencilla. Al principio el primer objetivo será cumplir tareas a los personajes de Nintendo, durante el juego también podrás explorar la isla Mimin para hacer diversas actividades, como pescar, jugar voleibol, etc. Mike al encontrar su cinturón de superhéroe, puede transformarse en el Capitán Arcoíris (Captain Rainbow) y así derrotar a los enemigos que aparecen en la isla.
Al conseguir varias estrellas que ayudarán a realizar el deseo del protagonista, y que estarán en todas partes, depende de como se explore la isla y sus alrededores, además de resolver problemas, acertijos o devolver objetos que pertenece a los personajes de Nintendo para conseguir más estrellas.

## Personajes
|                      | Origen                                | |
| -------------------- | ------------------------------------- | --- |
| Nick/Captain Rainbow |                                       | Es el Protagonista de la historia, su deseo es volver a ser famoso y que su show vuelva a ser popular, su arma es un yoyó. Es un personaje original de este videojuego. |
| Hikari               | Shin Onigashima (1987)                | Ella es originaria del videojuego Shin Onigashima (1987), es la primera persona que Nick conoce en la isla. |
| Catherine (Birdo)    | Doki Doki Panic/ Super Mario Bros 2   | El personaje es nombrado Catherine pero la especie en general es nombrado "Birdo" en internacional. Es originario de Doki Doki Panic/ Super Mario Bros 2. El es una criatura sin género, inicialmente aparece arrestado por el crimen de entrar al baño de mujeres. |
| Mappo                | GiFTPiA                               | Es el robot policía que arresta a Birdo. El proviene del videojuego GiFTPiA (Gamecube) donde es un robot que supervisa el progreso del jugador. GiFTPiA salió en 2003 por lo tanto es el personaje más reciente de los habitantes de la isla. |
| Little Mac           | Punch-Out!!                           | Little Mac del Punch-Out! de 1987 aparece como un hombre gordo y lento después de tantos años después de su victoria contra Mike Tyson/Mr. Dream. Su deseo es perder peso y ponerse en forma para convertirse en el campeón del mundo de nuevo. Cuando salió Captain Rainbow, todavía faltaba un año para Punch-Out para Wii. |
| Takamaru             | The Mysterious Murasame Castle        | Su deseo es vencer su timidez con las mujeres, es un maestro samurái y domina a la perfección su katana además de caminar raro. Tiene miedo de Tracy. |
| Devil                | Devil World                           | Es originario del videojuego Devil World, y parte de su propio juego aparece en su cabaña. El llegó a la isla con la idea de volver a ser el diablo más poderoso. |
| Tracy                | The Legend of Zelda: Link's Awakening | Tracy en su juego original es un personaje genérico que vende de pociones. En Capitán Rainbow ella es completamente diferente, tiene cabello rubio con guantes azules. Encima de su trono ella tiene los retratos de Mario y Link de Twilight Princess. |
| Lip                  | Panel de Pon                          | Lip es protagonista del videojuego Panel de Pon, cuando este fue relanzado al mercado internacional, este fue renombrado Tetris Attack y ella reemplazada por Yoshi. En el servicio Satellaview de Nintendo, las dos versiones estaban disponibles siendo la única ocasión de ambos juegos en el mismo servicio. Pon se relanzó en la Consola Virtual japonés de la consola Wii y finalmente disponible para el mercado internacional con Nintendo Switch. |
| Ossan                | Golf                                  | Ossan es el protagonista de Golf de consola Nintendo Entertainment System en el año 1984. |
| Soldados             | Famicom Wars                          | Un grupo de seis soldados en la isla entrenando para un torneo de voleibol playero. Ellos provienen de Famicom Wars para NES, que tuvo un remake para Super Nintendo (Super Famicom Wars). El último juego de esta saga fue 64 Wars para Nintendo 64 pero fue cancelado antes de su lanzamiento. |
| Mimin                |                                       | Son las extrañas criaturas que habitan la isla Mimin, su apariencia parece ser la de un conejo con orejas amarillas, están de alguna manera conectados al poder sobrenatural de cumplir deseos de la isla. Ellos son personajes originales de este videojuego. |
| Shadows              |                                       | Shadows (Sombras) - Son los seres monstruosos que aparecen frente a Nick/Captain Rainbow cuando obtiene una estrella, su meta es robar las estrellas que recoja Nick/Captain Rainbow. Igual que Nick y los Mimin, ellos solo existen en este videojuego. |

## Recepción
A pesar de ser aclamado por la originalidad de su concepto y música el juego ha vendido muy pocas copias en Japón convirtiéndose en el juego menos vendido publicado por Nintendo para la Wii. Este fracaso en ventas se debe a la popularidad de otros títulos y software de Nintendo que fueron lanzados antes que este. Además, la entonces creciente popularidad de la Nintendo DSi eclipsó por completo a este juego. También por el hecho de ser demasiado original, con un concepto difícil de entender y que no caló en la sociedad por tratarse de un protagonista poco conocido.